# Контрольный фильм
Контрольный фильм, тест-фильм в кинематографе — короткий фильм, предназначенный для испытания и регулировки кинопроекционных, кинокопировальных аппаратов, монтажных столов при их изготовлении, ремонте и эксплуатации..
Изготавливается обычно по классической «оптической» технологии кинопроизводства.
Состоит из последовательности кадров с изображениями испытательных таблиц, штриховых и радиальных мир, фотографической или магнитной фонограммы.
При показе контрольного фильма проверяется резкость, геометрия поля изображения оптической системы проектора, устойчивость и точность синхронизации со звуком, разрешающую способность оптики и равномерность освещения экрана. Проводится измерение светотехнических, звукотехнических и механических (например, колебания скорости движения плёнки в фильмовом канале) характеристик.
Иногда контрольным фильмом называют стальную ленту толщиной 0.15 мм с перфорацией, применяемую для точной подгонки частей фильмопротягивающего механизма и вставляемую в него вместо киноплёнки при производстве и ремонте.
Тестовая плёнка - фотографическая плёнка с тестовыми изображениями, предназначенная для тестирования слайд-проекторов, увеличителей, сканеров.